# Institut Provincial de Sanitat
L'Institut Provincial de Sanitat és una obra del monumentalisme academicista de Tarragona protegida com a Bé Cultural d'Interès Local.

## Descripció
Edifici de tres plantes a la part central, corresponent a l'entrada principal i de dos a la resta. És notable la utilització abundant de la pedra en el pis inferior, a les cantonades, a les finestres i balcons i a les cornises d'acabament. Té un jardí al voltant, ben cuidat i disposat. Obra sense grans pretensions però força harmoniosa.